# Riksmötet 2002/2003
Riksmötet 2002/03 var Sveriges riksdags verksamhetsår 2002–2003. Det pågick från riksmötets öppnande den 30 september 2002 till riksmötets avslutning den 13 juni 2003.
Riksdagens talman under riksmötet 2002/03 var Björn von Sydow (S).